# Michael Thwaite
Michael Thwaite (n. 2 mai 1983, Cairns, Australia) este un fotbalist australian care joacă pentru echipa australiană de fotbal Gold Coast United. A evoluat și în campionatul României, la FC Național.